# Emilio Caprile
Pour les articles homonymes, voir Caprile (homonymie).
Emilio Caprile (né le 20 septembre 1928 à Gênes en Ligurie et mort dans la même ville le 5 mars 2020) est un footballeur international italien des années 1940 et 1950, qui évoluait au poste d'attaquant.

## Biographie
En tant qu'attaquant, Emilio Caprile est international italien à deux reprises pour deux buts.
Il participe aux Jeux olympiques de 1948. Il est titulaire contre les États-Unis, inscrivant un but à la 89e minute, et contre le Danemark, inscrivant un but à la 67e minute. L'Italie est éliminée en quarts de finale.
Il fait partie des sélectionnés italiens pour la Coupe du monde de football de 1950, mais il ne joue aucun match. L'Italie est éliminée au premier tour.
Il joue dans différents clubs italiens (Genoa CFC, Sestrese, AC Legnano, Juventus, Atalanta Bergame, SS Lazio, Côme Calcio 1907 et  Sanmargheritese) et remporte une Serie A en 1952 avec la Juventus.

## Palmarès
Juventus
- Championnat d'Italie (1) :
  - Champion : 1951-52.